# Kommunistische Partei Österreichs
Die Kommunistische Partei Österreichs (kurz KPÖ, bis 1920 Kommunistische Partei Deutschösterreichs, kurz KPDÖ) ist eine am 3. November 1918 gegründete österreichische Kleinpartei, die zu den ältesten kommunistischen weltweit zählt. Auf Bundesebene war sie bisher nur zwischen 1945 und 1959 im Nationalrat vertreten. Auf Länderebene ist sie seit 2005 in der Steiermark und seit 2023 in Salzburg vertreten.
Die Partei unternahm in den Jahren 1918/19 mehrere gewaltsame Putschversuche gegen die Erste Republik, die teilweise von der ungarischen Räterepublik unterstützt wurden. Ab 1924 orientierte sich die KPÖ an der bolschewistischen Ideologie der sowjetischen Kommunisten. Von 1938 bis 1945 war sie als stalinistische Partei während der Zeit des Nationalsozialismus in Österreich die bedeutendste antifaschistische Widerstandskraft. In der unmittelbaren Nachkriegszeit verfolgte sie für Österreich das politische Ziel einer sozialistischen Volksdemokratie nach dem Vorbild der Sowjetunion. In diesem Zusammenhang ist auch ihr Bestreben zu sehen, analog zur Entwicklung in der Sowjetischen Besatzungszone in Deutschland auch in Österreich eine zentralistisch geführte Wohlfahrtsorganisation namens „Volkssolidarität“ mit Orts-, Landes- und Zentralausschüssen ins Leben zu rufen.
Die gegenwärtige KPÖ strebt laut ihrem Parteistatut von 2017 einen „Sozialismus demokratischen Charakters mit dem Ziel einer klassenlosen Gesellschaft“ an und spricht von einer besonders kritischen Aufarbeitung ihrer Parteigeschichte. Dieser Einschätzung wird allerdings von Historikern und Politikwissenschaftlern aus der Kommunismus- und Extremismusforschung entschieden widersprochen, und die Vergangenheitsbewältigung der KPÖ als „in weiten Teilen defizitär“ oder „unzureichend“ beurteilt. Im Fokus der Kritik steht dabei vor allem die KPÖ Steiermark, der von Experten ihre positive Bezugnahme auf den bolschewistischen Partei- und Staatsführer Wladimir Lenin im Parteiprogramm sowie ein unkritisches Verhältnis zum jugoslawischen Diktator Josip Broz Tito vorgeworfen werden (vgl. den Abschnitt Rezeption).
Vertreter der Partei nahmen in der Vergangenheit unregelmäßig am Internationalen Treffen Kommunistischer und Arbeiterparteien teil.

## Geschichte

### Gründung
Die KPÖ wurde am 3. November 1918 als Kommunistische Partei Deutschösterreichs (KPDÖ) in den Eichensälen in Wien-Favoriten von etwa 50 Revolutionären gegründet (womit sie die drittälteste Kommunistische Partei der Welt ist). Am Vortag hatte noch der sozialdemokratische Politiker Friedrich Adler abgelehnt, sich an die Spitze einer solchen Bewegung zu stellen. Die neu gegründete KPÖ setzte sich aus verschiedenen, teilweise miteinander in Konflikt stehenden Gruppen zusammen. Der unmittelbare Gründungsimpuls ging von den Gruppierungen um Elfriede Friedländer und Karl Steinhardt aus, im Dezember 1918 kamen Linksradikale aus der Sozialdemokratie um Franz Koritschoner hinzu, während des Weltkriegs aus dem sozialdemokratischen Jugendverband ausgeschlossene Mitglieder und später eine Gruppe von aus der Sowjetunion heimkehrenden ehemaligen Kriegsgefangenen, zu der u. a. Karl Tomann, Gottlieb Fiala und Johann Koplenig gehörten. Im Mai 1919 stieß die Föderation Revolutionärer Sozialisten – Internationale, eine Vereinigung von Aktivisten der Rätebewegung, zur KPÖ.

### Kommunistische Umsturzversuche und Erste Republik (1918–1933)
Die erste Aktion setzte die neugegründete Partei während der Massenkundgebung auf der Ringstraße aus Anlass der Ausrufung der Republik am 12. November 1918 durch. Kommunisten entrollten auf der Parlamentsrampe ein Transparent mit der Losung „Hoch die sozialistische Republik!“ Andere holten die neue rot-weiß-rote Fahne von der Fahnenstange vor dem Parlament, schnitten den weißen Streifen heraus und hissten mit den beiden anderen verknoteten Teilen eine rote Fahne.
Auf Einladung Lenins entsandte die Partei im Frühjahr 1919 mit Karl Steinhardt einen Delegierten nach Moskau, der dort die Kommunistische Internationale mitbegründete.
Nachdem die österreichischen Sozialdemokraten den Aufruf der kommunistischen Ungarischen Räterepublik vom 22. März 1919 abgelehnt hatten, eine „Räterepublik Österreich“ auszurufen, forderte die ungarische Rätediktatur unter Béla Kun die österreichischen Kommunisten der KPDÖ zum Staatsstreich gegen die demokratische Regierung in Wien auf. Dabei diente der Botschafter Räte-Ungarns in Wien, Elek Bolgár, als Verbindungsmann, um die KPDÖ von Budapest aus mit Propagandamaterial und großzügigen Finanzmitteln auszustatten. Am 18. April 1919 erfolgte dann die Stürmung des österreichischen Parlaments durch einige Hundert österreichische Kommunisten, die das Gebäude in Brand steckten (sog. „Gründonnerstagsputsch“). Der kommunistische Aufstand wurde durch herbeigerufene regierungstreue Milizen der österreichischen Sozialdemokraten sowie durch Polizeieinheiten niedergeschlagen, wobei die Schießerei auf Seiten der österreichischen Regierung sechs Tote unter den Sicherheitskräften forderte.
Einen Monat später startete eine erneute Initiative Räte-Ungarns für einen kommunistischen Umsturz in Wien, als Belá Kuns Gesandter Ernst Bettelheim in der österreichischen Hauptstadt eintraf. Unter dem Vorwand, im Namen der Kommunistischen Internationale zu sprechen, setzte Bettelheim die gesamte Parteiführung der KPDÖ ab und beauftragte den neu berufenen Parteivorstand der österreichischen Kommunisten mit der Planung eines weiteren Putschversuchs. Als Vollzieher dieses zweiten Aufstands sollten ehemalige österreichische Rotgardisten sowie Soldaten des österreichischen Bundesheeres gewonnen werden, die von der drohenden Verkleinerung der österreichischen Streitkräfte betroffen waren. Zusätzlich war auch der Einmarsch von Truppen der Roten Armee Räte-Ungarns in Österreich vorgesehen. Aufgrund des vorzeitigen Verrats der geplanten kommunistischen Verschwörung konnte die österreichische Regierung jedoch im Rahmen einer Razzia in der Nacht vom 14. auf den 15. Juni 1919 die meisten politischen Führer der KPDÖ mit Hilfe von mobilisierten Truppen festnehmen. Als am folgenden Tag bewaffnete Gefechte zwischen Soldaten der Wiener Stadtschutzwache und mehreren Tausend Demonstranten ausbrachen, die versuchten, die kommunistischen Häftlinge aus dem Polizeigefängnis zu befreien, forderten die Auseinandersetzungen insgesamt 20 Tote und 80 Verletzte. Die aktive Beteiligung der ungarischen Rätediktatur an den Putschversuchen in Österreich führte zu einer Schädigung des internationalen Ansehens der Ungarischen Räterepublik. Dennoch wurden noch bis zu 18.000 österreichische Kommunisten zur Unterstützung des kommunistischen Regimes in Budapest angeworben.
In der Ersten Republik blieb die zeitweise durch fraktionelle Auseinandersetzungen paralysierte KPÖ, trotz des Übertritts einer größeren Gruppe der „Neuen Linken“ aus der Sozialdemokratie um Josef Frey 1921 so gut wie einflusslos. Sie erreichte bei keiner Nationalrats- oder Landtagswahl ein Mandat. Lediglich in einzelnen Gemeinden in Niederösterreich, Oberösterreich, Salzburg, Kärnten, der Steiermark und dem Burgenland erreichte sie Vertretungen in Gemeinderäten. Eine größere Rolle spielte die KPÖ in der Arbeitslosenbewegung und im Kampf gegen den aufkommenden Faschismus. Vor der Machtübernahme der Nationalsozialisten im Deutschen Reich sprach sich auch die KPÖ zeitweilig gegen das Anschlussverbot an Deutschland aus, jedoch unter der Maßgabe einer erfolgreichen Revolution (für den Anschluss an Sowjetdeutschland!).

### Widerstand gegen die Dollfuß-Schuschnigg-Diktatur (1933–1938)
Am 26. Mai 1933 wurde die KPÖ per Notverordnung von der austrofaschistischen Regierung unter Engelbert Dollfuß verboten und wirkte in der Illegalität weiter. Nach eigenen Angaben hatte sich die KPÖ schon seit Ende der 1920er Jahre auf die Arbeit im Untergrund vorbereitet.
Die KPÖ beteiligte sich aktiv an dem vom Republikanischen Schutzbund ausgelösten Februaraufstand vom 12. bis 15. Februar 1934, konnte die Kämpfe jedoch nicht entscheidend beeinflussen. Durch ihre Abkehr von der seit den 1920er Jahren von Josef Stalin für die kommunistische Weltbewegung ausgegebenen Einschätzung der Sozialdemokratie als „Sozialfaschismus“ nahm die KPÖ bereits wesentliche Aspekte des 7. Weltkongresses der Komintern im Jahre 1935 vorweg und öffnete sich für den Zuzug enttäuschter Sozialdemokraten. Nach der Niederschlagung des Februaraufstandes durch Bundesheer und Heimwehr wuchs die KPÖ in kurzer Zeit von 4.000 auf 16.000 Mitglieder.
In den späten 1930er Jahren entwickelte Alfred Klahr das erste theoretische Konzept einer von der Deutschen Nation unabhängigen „Österreichischen Nation“. Das Politische Büro der KPÖ beschloss im Frühjahr 1937, eine Debatte über die nationale Frage in Österreich zu beginnen und beauftragte Klahr, entsprechende Studien auszuarbeiten. In einer Zeit, als für viele Sozialdemokraten Österreichs Zugehörigkeit zur deutschen Nation eine Selbstverständlichkeit war, kam Klahr zur entscheidenden Schlussfolgerung:

„Die Auffassung, daß das österreichische Volk ein Teil der deutschen Nation ist, ist theoretisch unbegründet. Eine Einheit der deutschen Nation, in der auch die Österreicher miteinbezogen sind, hat es bisher nie gegeben und gibt es auch heute nicht. Das österreichische Volk hat unter anderen wirtschaftlichen und politischen Lebensbedingungen gelebt als die übrigen Deutschen im Reich und daher eine andere nationale Entwicklung genommen. Wie weit bei ihm der Prozeß der Herausbildung zu einer besonderen Nation fortgeschritten ist bzw. wie eng noch die nationalen Bindungen aus der gemeinsamen Abstammung und gemeinsamen Sprache sind, kann nur eine konkrete Untersuchung seiner Geschichte ergeben.“

Diese Schlussfolgerung war einerseits im Einklang mit der „Volksfront“-Orientierung der Komintern, also dem Schaffen von antifaschistischen Aktionseinheiten der Arbeiterparteien in Zusammenarbeit mit gleichgesinnten Teilen des Bürgertums und der Landbevölkerung. Für die österreichischen Kommunisten in Inland und Exil wurde die Orientierung auf ein unabhängiges Österreich zur wichtigsten politischen Option im Kampf gegen den Faschismus. Klahrs Schrift schuf in der Folge eine Basis für den österreichischen Widerstandskampf.
Bei dem Anschluss Österreichs an das Deutsche Reich im März 1938 drückte die KPÖ in ihrem Aufruf An das österreichische Volk in diesem Sinne ihre Hoffnung auf das Wiedererstehen eines unabhängigen Österreich aus. Keine andere politische Kraft hat auf den Anschluss mit vergleichbarer Vehemenz und Mobilisierung zum Widerstandskampf reagiert.

### Widerstand gegen NS-Herrschaft (1938–1945)
Während der Zeit des Nationalsozialismus spielte die KPÖ eine wesentliche Rolle in der österreichischen Widerstandsbewegung. Die Kommunisten kämpften zum Teil Seite an Seite mit ehemaligen politischen Gegnern (wie etwa Christdemokraten, Katholiken u. a.) gegen das Regime von Adolf Hitler. Die KPÖ nahm damit den Auftrag der Alliierten der Moskauer Deklaration vom Oktober 1943 wahr, einen „eigenen Beitrag“ Österreichs zu seiner Befreiung vom Faschismus als Voraussetzung für das Wiedererstehen als eigener Staat zu leisten. Zahlreiche Kommunisten beteiligten sich als Freiwillige am antifaschistischen Widerstandskampf in anderen Ländern, z. B. die Interbrigaden im Spanischen Bürgerkrieg. Insgesamt ließen über 2000 österreichische Kommunisten ihr Leben im Widerstand gegen den Nationalsozialismus.
Im Zuge des Hitler-Stalin-Paktes wurden nicht wenige nunmehr deutsche Kommunisten aus dem vormaligen Österreich von der Sowjetunion an Nazideutschland ausgeliefert, so auch Franz Koritschoner, ein früheres Mitglied des Parteivorstands.

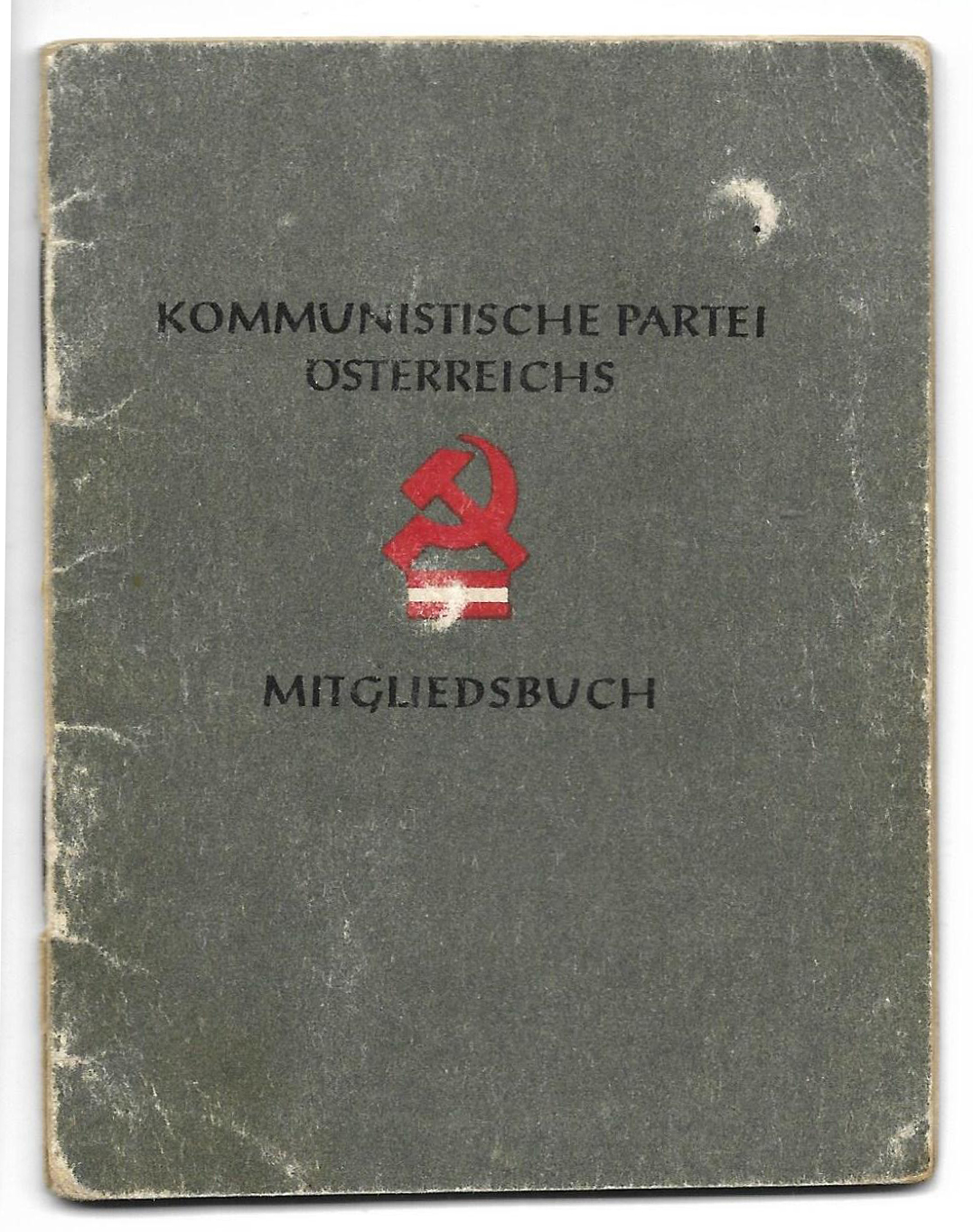
Mitgliedsbuch der KPÖ von 1945. In Wien ausgestellt und bis 1947 verwendet.

### Zweite Republik
Nach der Wiedererstehung eines unabhängigen Österreichs gelangte die Partei nicht zuletzt durch den Schutz der sowjetischen Besatzungsmacht zu nationaler Bedeutung. In der ersten provisorischen Regierung unter Karl Renner waren neben zehn Sozialisten und neun Christlichsozialen auch sechs Kommunisten und eine Kommunistin (Hella Postranecky) vertreten. Johann Koplenig war Vizekanzler, Franz Honner Leiter des Innenressorts, Ernst Fischer Leiter des Unterrichtsressorts.
Bei den ersten Nationalratswahlen am 25. November 1945 erhielt die KPÖ 174.257 Stimmen (5,42 %) und besetzte mit Viktor Elser, Ernst Fischer, Franz Honner und Johann Koplenig vier Mandate im Nationalrat. Bei den gleichzeitig stattfindenden Landtagswahlen gelang der KPÖ der Einzug in die Landtage von Wien, Niederösterreich, Burgenland, Steiermark, Kärnten und Salzburg. In einigen Industrie- und Bergbaugemeinden (etwa Grünbach, Hüttenberg) erreichte die KPÖ mehr als 30 % der Stimmen. In den slowenischsprachigen Gebieten Kärntens lagen die Anteile der KPÖ teilweise noch höher. So erreichte die Partei in Zell (der einzigen Gemeinde, in der auch heute noch die slowenische Volksgruppe in der Mehrheit ist) 54,8 % der Stimmen. Diese Positionen gingen nach dem Bruch der Sowjetunion mit „Tito-Jugoslawien“ (1948) verloren.
In der von Leopold Figl gebildeten Konzentrationsregierung wurde Karl Altmann Minister für Energiewirtschaft und Elektrifizierung. Mit dem Beginn des Kalten Krieges und der Auseinandersetzung um den Marshallplan legte Altmann im November 1947 sein Ministeramt nieder. Die KPÖ war fortan Oppositionspartei. Die KPÖ setzte sich vehement gegen die kapitalistische Restauration ein und lehnte die Einbeziehung Österreichs in den Marshallplan strikt ab. Bei den Nationalratswahlen 1949 kandidierte die KPÖ im Wahlbündnis mit der Sozialistischen Arbeiterpartei (SAP) des ehemaligen SPÖ-Nationalrats und Zentralsekretärs Erwin Scharf als Linksblock und erreichte 213.066 Stimmen (5,08 %) und fünf Mandate. Scharf kam über diese Liste wieder in den Nationalrat.

#### Oktoberstreik 1950
Eine großangelegte Streikbewegung vom 26. September bis 6. Oktober 1950 richtete sich gegen das Vierte Lohn- und Preisabkommen, welches Preiserhöhungen in mehr als doppeltem Ausmaß wie Lohnerhöhungen vorsah. Diese größte Streikbewegung der Nachkriegsjahre nahm ihren Ausgang in Oberösterreich, und damit in der US-amerikanischen Besatzungszone, u. a. in den Steyr-Werken, der VÖEST und den Stickstoffwerken in Linz. Die von der KPÖ beschlossene Unterbrechung des Streiks zu seiner Legitimierung durch eine gesamtösterreichische Betriebsrätekonferenz nahm der Bewegung ihre Dynamik, in der zweiten Phase – nach Ablauf eines Ultimatums an die Regierung – lag der Schwerpunkt der Streiks in Wien und Niederösterreich, und damit in der sowjetischen Besatzungszone. Der für den 4. Oktober angelegte Generalstreik scheiterte. Am 6. Oktober wurde der Streik beendet.
Der ÖGB lehnte den Streik ab. Am 5. Oktober griff der Vorsitzende der Bau- und Holzarbeitergewerkschaft Franz Olah (SPÖ, später Innenminister) mittels von ihm organisierter Schlägertrupps, die mit Lastwägen zu den bestreikten Betrieben gefahren wurden und gewaltsam Streikposten vertrieben, in das Geschehen ein. Zu diesem Zeitpunkt war jedoch bereits absehbar, dass der Streik zusammenbrechen werde.
Mehr als die Gegengewalt der Gewerkschaft war die Regierungspropaganda, die auch an den tief verwurzelten Antikommunismus in der Bevölkerung appellierte, für den Misserfolg des Streiks verantwortlich. Die sowjetische Besatzungsmacht zeigte sich im Streikverlauf sehr zurückhaltend, weil sie jede Konfrontation mit der amerikanischen Besatzungsmacht vermeiden wollte.
Die KPÖ nahm an der Streikbewegung im September und Oktober 1950 eine führende Rolle ein, weshalb ihr von SPÖ, ÖVP und ÖGB Putschabsichten unterstellt wurden. Bis in die 1970er Jahre galt die Behauptung, dass die KPÖ im September und Oktober 1950 einen Versuch zur Machtübernahme gestartet habe, sowohl in der wissenschaftlichen Literatur als auch in der öffentlichen Meinung als gesichert. Heute gilt die Putschthese in der zeitgeschichtlichen Forschung als widerlegt.

#### Kampf für die Neutralität
Im Februar 1953 kandidierte die KPÖ gemeinsam mit der Demokratischen Union von Josef Dobretsberger und der Sozialistischen Arbeiterpartei als Wahlgemeinschaft Österreichische Volksopposition (VO). Die Volksopposition erhielt bei der Wahl 228.159 Stimmen (5,28 %) und vier Mandate.
Laut Dokumenten aus Moskau, die 2005 veröffentlicht wurden, gab es ausreichend Kontakte zwischen der Führung der KPÖ und dem Politbüro in Moskau. Der Vorsitzende Johann Koplenig war im regelmäßigen Kontakt mit Stalin (Codename: Gen. Filipof(f)). Besprochen wurden die sowjetischen Pläne für Österreich. Ins Gespräch kam auch eine Teilung Österreichs, ähnlich wie in Deutschland, zwischen Ost und West, welche in der KPÖ intern diskutiert wurde, von der Partei aber offiziell abgelehnt wurde.
Interessanterweise ergaben die Unterlagen, dass gerade die sowjetische Führung kein Interesse an einer Teilung Österreichs hatte. Eine Teilung Österreichs in zwei Hälften hätte bedeutet, dass ein der NATO zugehöriges Westösterreich die direkte L zwischen Westdeutschland und Italien ermöglicht hätte. Durch die Etablierung eines geeinigten und bündnisfreien Österreichs konnte die Sowjetunion einen Riegel (zusammen mit der Schweiz) zwischen Deutschland und Italien schieben.
Die KPÖ setzte sich mit Unterbrechungen für die kommende Neutralität ein, die vor allem von der sowjetischen Führung als Bedingung für die Unabhängigkeit verlangt wurde. Am Höhepunkt des Kalten Krieges Anfang der 1950er Jahre wurde die KPÖ wegen ihres Eintretens für die Neutralität von den anderen Parteien sogar des Hochverrats bezichtigt. Eine maßgebliche Rolle spielte die KPÖ im Kampf für den am 15. Mai 1955 abgeschlossenen Staatsvertrag und die am 26. Oktober 1955 im Nationalrat von ÖVP, SPÖ und KPÖ gegen die Stimmen des FPÖ-Vorläufers VdU beschlossene immerwährende Neutralität.

#### Schwächung und Krisen
Durch den dauernden Wirtschaftsaufschwung nach dem Krieg, welcher von der KPÖ lediglich als kurzfristiger „Zyklus“ erklärt wurde, und das Ende der Besatzungszeit 1955 (wodurch die Protektion der sowjetischen Besatzungsmacht sowie die starken Positionen in den sowjet-verwalteten USIA-Betrieben verloren gingen), verlor die Partei zusehends an Einfluss. So wie die anderen Parteien der kommunistischen Weltbewegung hatte sich die KPÖ am Marxismus-Leninismus in der Diktion Stalins orientiert. Nach dessen Tod und der von Chruschtschow mit dem XX. Parteitag der KPdSU eingeleiteten Tauwetter-Periode distanzierte sich auch die KPÖ vom damals zu einem bloßen Personenkult reduzierten Stalinismus. Eine tiefergehende Analyse der Ursachen und der mit dem Stalinismus verbundenen Fehlentwicklungen sowie dessen negative Bedeutung für den realen Sozialismus wie für die kommunistische Weltbewegung erfolgte jedoch hauptsächlich erst nach dem Zusammenbruch des Ostblocks.
Diese Faktoren führten bereits vor dem Ungarischen Volksaufstand 1956 etwa bei Landtagswahlen (Salzburg 1954) sowie auch bei der Nationalratswahl im Mai 1956 zu schweren Verlusten (bei der Wahl konnte die KPÖ ihre parlamentarische Vertretung nur über einen Zugewinn in Wien retten, während sie in den anderen Bundesländern schwere Verluste erlitt). Nach der Wahl ging die SAP in der KPÖ auf.
In dieser Zeit traten – nicht zuletzt im Zusammenhang mit dem Ungarn-Aufstand 1956 – zahlreiche Mitglieder aus der Partei aus (u. a. der ehemalige steirische Nationalrat Viktor Elser und der frühere niederösterreichische Landesrat Laurenz Genner), viele Mitglieder zogen sich aus der aktiven Tätigkeit zurück (u. a. Viktor Matejka, ehemaliger Wiener Stadtrat). Am 10. Mai 1959 wurde die KPÖ aus dem Nationalrat gewählt (Nationalratswahl 1959: 142.578 Stimmen, 3,27 %).
Auf dem 19. Parteitag 1965 wurde Franz Muhri zum neuen Parteivorsitzenden gewählt und eine eher eurokommunistische Orientierung beschlossen. Dies und auch der Verzicht auf eine eigenständige Kandidatur bei den Nationalratswahlen im Jahr 1966 zugunsten der SPÖ (die KPÖ kandidierte lediglich erfolglos in einem Wiener Wahlkreis) führte zu verschärften Auseinandersetzungen innerhalb der Partei, welche nach dem Einmarsch von Truppen der Warschauer Vertragsstaaten in die Tschechoslowakei 1968 eskalierten. Die sowjetische Intervention wurde von der KPÖ anfangs verurteilt – 1971 revidierte die Partei jedoch ihre Position und schwankte auf die sowjetische Linie ein. Als Kritiker dieser Entwicklungen („Panzerkommunismus“) wurde der einstige KPÖ-Bildungsminister Ernst Fischer 1969 aus der Partei ausgeschlossen. Insgesamt ging es bei diesen Auseinandersetzungen aber nicht nur um die Haltung zur Sowjetunion und zu deren Außenpolitik, sondern auch um Fragen der Einschätzung der ökonomischen Verhältnisse und Strategien in Österreich sowie auch um das Verhältnis zur Sozialdemokratie.
Von 150.000 Mitgliedern in den ersten Nachkriegsjahren schrumpfte die Partei auf 36.400 (1965) sowie ca. 20.000 (1974). Mit Stand 2005 hatte sie etwa 2.500 Mitglieder.

#### Nach dem Zusammenbruch des Realsozialismus
Im Jänner 1990 traten mit Walter Silbermayr und Susanne Sohn zwei neue Bundesvorsitzende an, um die Partei zu erneuern. Der Versuch von Sohn und Silbermayr, bei den Nationalratswahlen 1990 ein linkes Wahlbündnis zu gründen, scheiterte. Die Partei verlor etwa ein Drittel ihrer Mitglieder. Generell vertrat ein Teil des Zentralkomitees um die beiden Vorsitzenden nach den Nationalratswahlen die These einer Selbstauflösung der KPÖ bzw. einer Umwandlung der Partei (samt deren nicht unbeträchtlichem Vermögen) in eine „pluralistische Linke“. Nachdem bereits eine überwiegende Mehrheit von Bezirksorganisationen die Einberufung eines außerordentlichen Parteitags gefordert hatte, und die Abwahl des Spitzenduos als wahrscheinlich anzunehmen war, traten im März 1991, nur drei Monate später, beide Vorsitzende zurück, weil ihr Kurs der faktischen Selbstaufgabe der Partei parteiintern nicht mitgetragen worden war.
Noch im selben Jahr fand in Graz der 28. Parteitag der KPÖ statt, auf dem anstatt Vorsitzenden drei Bundessprecher (Otto Bruckner, Margitta Kaltenegger und Julius Mende) gewählt wurden. Der Parteitag beschloss ein neues Statut, das eine umfassende Demokratisierung und Dezentralisierung der Partei einleitete. Diese Organisationsreform wurde jedoch später unter dem Vorsitz von Walter Baier wieder zurückgenommen.
Diese Kämpfe zwischen der pluralistischen Linken und der marxistisch-leninistischen Fraktion führten 2004 zur Gründung der „Kommunistischen Initiative“ (KI) innerhalb der KPÖ. Die KI verließ 2005 die KPÖ und war bis 2013 eigenständig aktiv. 2013 löste sich die KI auf und gründete die Partei der Arbeit Österreichs (PdA). Otto Bruckner, welcher bereits als Bundessprecher die marxistisch-leninistische Fraktion vertrat, wurde zum Vorsitzenden der PdA gewählt.
Die Partei trat in den 1980er und 1990er Jahren als EG- und EU-kritisch auf. Heute tritt sie zwar gegen eine EU-Verfassung in ihrer bisher geplanten Form auf, sieht aber einen EU-Austritt nicht mehr als Ziel an.
Bis 2003 fand jedes Jahr am ersten Wochenende im September auf der Jesuitenwiese im Wiener Prater das Volksstimmefest statt, das nach der früheren Tageszeitung der Partei benannt ist, die heute als linkes Monatsmagazin erscheint. Nachdem es aus finanziellen Gründen im Jahr 2004 offiziell nicht stattgefunden hatte, erlebte es 2005 eine Rückkehr.
Die KPÖ versteht sich als Teil der globalisierungskritischen Bewegung, als feministische Partei, und kandidierte zur Europawahl 2004 mit der Liste LINKE als Teil der Europäischen Linken.

#### Novum-Urteil und Finanzkrise
Nach dem Zusammenbruch der DDR folgte ein jahrelanger Prozess um beträchtliche Vermögenswerte der Firma Novum, die als Vermögensreserve im Besitz der KPÖ stand. Die deutsche Justiz entschied 2003 in zweiter Instanz, gegen das anderslautende Urteil der ersten Instanz, dass die ehemalige Firma Novum der SED gehört habe. Die Vermögenswerte der Firma wurden beschlagnahmt (siehe Hauptartikel Vermögen von Parteien und Verbänden der DDR).
Infolge der Vermögensverluste durch das Gerichtsurteil über das Novum-Vermögen von etwa 100 Millionen Euro sah sich die Partei gezwungen, alle Beschäftigten zu kündigen und die Wochenzeitung Volksstimme einzustellen. Das Weiterbestehen der Partei hängt zum Großteil von freiwilliger Mitarbeit engagierter Mitglieder ab.

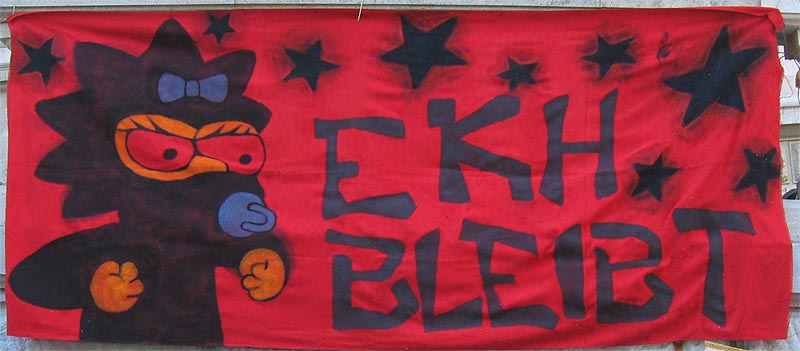
Transparent bei einer „EKH-Bleibt-Aktion“

Durch die finanziellen Probleme musste die Partei das seit 1990 besetzte Ernst-Kirchweger-Haus (EKH) für etwa 600.000 Euro verkaufen; der Käufer veräußerte das Haus kurz danach an die Gemeinde Wien für 1,7 Millionen Euro. Innerhalb der politischen Linken Österreichs und über die Grenzen hinweg führte diese „kapitalistische“ Vorgangsweise zu massiver Kritik, insbesondere da das alte „Globus-Haus“, der ehemalige Sitz der Parteizentrale, für ein Vielfaches ebenfalls verkauft wurde. Kritiker warfen der KPÖ vor, nicht alle Möglichkeiten ausgeschöpft zu haben, den Verkauf zu vermeiden. Weiterhin wurde der Parteiführung der bewusste Verkauf an einen Rechtsextremisten, der in den 1970er Jahren Aktivist der neonazistischen Gruppe Aktion Neue Rechte gewesen war, vorgeworfen. Die Parteispitze bestreitet, von der rechtsextremen Vergangenheit des Käufers gewusst zu haben.
Im Jänner 2005 wurden mehrere Autos und Privatwohnungen von KPÖ-Funktionären sowie das Haus des KPÖ-Bundesvorstandes Opfer von Vandalenakten. Laut Medienberichten hätten sich die Täter durch eine entsprechende Graffiti-Aufschrift als EKH-Sympathisanten geoutet. Die KPÖ selbst argumentiert, keine andere Möglichkeit zur finanziellen Sanierung gehabt zu haben, als das Haus zu verkaufen. Schon 2003 eingeleitete Bestrebungen der KPÖ, eine Übernahme des Objektes durch die Stadt Wien zu erreichen, fanden keinen Widerhall; Die das Haus besetzenden Gruppen waren diesbezüglich auch zu keiner Kooperation bereit. In der Folge entstand eine Folge von Parteikrisen, die die Partei viele Jahre beschäftigte.

#### Neuaufstellung und Kooperation
Mit dem 38. Parteitag wurde eine neue Orientierung der Partei beschlossen. Die neuen Bundessprecherinnen und Bundessprecher veröffentlichten Ziele für die weitere Parteientwicklung. Dabei wurden die Stärkung der Kampagnenfähigkeit, die Stärkung der Grundorganisationen, die Beilegung der innerparteilichen Konflikte und die Schärfung der Diskursfähigkeit der KPÖ angekündigt.

## Gegenwart und aktuelle Programmatik

### 34. Parteitag 2007
Am 8. und 9. Dezember 2007 hielt die KPÖ in Wien-Donaustadt unter dem Motto „KPÖ in Aktion – Partei in Bewegung“ den 34. Parteitag ab. Auf diesem Parteitag wurde ein Forderungsprogramm beschlossen, welches die Umorientierung der Partei zur „AktivistInnenpartei“ unterstreichen soll.
Im Forderungsprogramm setzt sich die KPÖ inhaltlich mit folgenden Schwerpunkten auseinander:
- Arbeit, Einkommen, Soziales, Umverteilung
- Wohnen, Grundversorgung, Kommunales, natürliche Ressourcen
- Bildung, Kultur, Wissenschaft, Lebensweise
- Demokratie, Gleichberechtigung, Selbstbestimmung, Antifaschismus
- Europa, Frieden, Solidarität

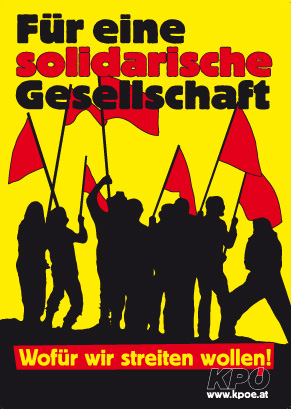
35. Parteitag der KPÖ im Februar 2011

Die KPÖ trat bei der Nationalratswahl 2008 mit Mirko Messner und Melina Klaus an. In ihrem „Sofortprogramm“ zur Wahl ist eine der zentralen Forderungen die Umverteilung durch Besteuerung von Kapital und Vermögen, eine Vermögenssteuer, eine Wertschöpfungsabgabe und die Abschaffung von Privatstiftungen. Um die Teuerung zu stoppen, will man einen Ausgleich bei Löhnen, Gehältern und Pensionen, sowie einen gesetzlichen Mindestlohn von zehn Euro pro Stunde und eine Mindestsicherung.

### 35. Parteitag 2011
In Wien-Favoriten fand am 26. und 27. Februar 2011 der 35. ordentliche Parteitag der KPÖ statt (Motto: „Für eine solidarische Gesellschaft – wofür wir streiten wollen – KPÖ“). Im Mittelpunkt stand die Debatte um die Vorstellungen der KPÖ über eine zu erringende, solidarische Gesellschaft als Alternative zum globalen, neoliberalen Kapitalismus und seinen Entsolidarisierungserscheinungen.

### 36. Parteitag 2014
Beim 36. Parteitag der KPÖ am 18. und 19. Oktober 2014 in Wien-Simmering wurde ein überarbeitetes Frauenprogramm beschlossen. Der Parteitag stand unter dem Motto „Die Waffen nieder“. Der Brisanz der internationalen Entwicklung trug nicht nur die Parteitagslosung, sondern auch friedenspolitische Forderungen in einigen Resolutionen Rechnung. Nach einem intensiven Diskussionsprozess der letzten Jahre verabschiedete die KPÖ die Forderung nach einem bedingungslosen Grundeinkommen in existenzsichernder Höhe. Außerdem wurde ein Antrag auf Entkriminalisierung aller nach dem Suchtmittelgesetz illegaler Drogen mehrheitlich angenommen.
Über Aufgaben und Funktionen der KPÖ in Österreich wurden Thesen diskutiert und verabschiedet. Die KPÖ bekräftigt darin unter anderem ihre Aufgabe als Partei der Umverteilung von oben nach unten und ihre Verantwortung, zur Sammlung der Linken in Österreich beizutragen. Wahlpolitisch bekennt sich die KPÖ zur weiteren Entwicklung von Kooperationen und Allianzen links von „systemkonformer“ Sozialdemokratie und Grünen. Europapolitisch will die KPÖ für eine grundsätzliche Neugestaltung der Europäischen Union gemeinsam mit Parteien der Europäischen Linken sowie mit allen anderen fortschrittlichen Kräften und sozialen Bewegungen kämpfen.
Bei der Wahl des neuen Bundesvorstands wurden 36 Personen, davon die Hälfte Frauen, gewählt. Der Bundesvorstand wählte bei seiner Konstituierung Mirko Messner als Bundessprecher der KPÖ, Florian Birngruber als Bundeskoordinator und Michael Graber als Finanzreferent. Heidemarie Ambrosch wurde von der Frauenversammlung einstimmig als Frauensprecherin bestätigt.

### KPÖ PLUS mit Jungen Grünen
Am 26. Juni 2017 gab Flora Petrik, Sprecherin der Jungen Grünen, die zu diesem Zeitpunkt nicht mehr offiziell Teil der Grünen Partei waren, bekannt, dass die Gruppe sich unter das Dach der KPÖ begeben werde. Laut Petrik soll der zukünftige Name KPÖ PLUS sein – PLUS im Sinne einer Plattform unabhängig & solidarisch. KPÖ-Bundessprecher Mirko Messner formulierte: „Unsere Erfahrung und ihr Elan sind die ideale Kombination für diese Wahl.“ Man wolle die „große Lücke … links von Sozialdemokratie und Grünen füllen“. Die KPÖ kandidierte bei der Nationalratswahl 2017 zusammen mit den Jungen Grünen als KPÖ und Plattform PLUS – offene Liste. KPÖ Plus kandidierte weiters für die Landtagswahl in Salzburg 2023.

### 37. Parteitag 2017
Unter dem Motto „Partei ergreifen“ fand am 2. und 3. Dezember 2017 im VHS-Zentrum Wien-Liesing der 37. Parteitag der KPÖ statt. Beschlossen wurde von den zirka 150 Delegierten ein Leitantrag mit dem Titel „Wie weiter“. Der Antrag will aufgrund der aktuellen politischen Lage, Alternativen und Aufgaben aus der Sicht der KPÖ aufzeigen. Der Leitantrag beinhaltet die Themenblöcke „Die Logik umkehren: Umverteilung von oben nach unten“, „Einkommen zum Auskommen“, „Für die Solidarische Gesellschaft“, „Wohnen ist ein Menschenrecht“, „Frauen unter Druck“, „Existenzberechtigt“, „Für eine soziale Neugründung Europas“, „Der Frieden ist nicht alles, aber ohne Frieden ist alles nichts“. Im Punkt „Allianzen bilden“ wird die Frage von Bündnissen, auch über Wahlen hinausgehend, angesprochen:

„Das Bestreben der KPÖ, auch mit Wahlallianzen das Stimmgewicht der Linken jenseits von Sozialdemokratie und Grünen zu erhöhen, und die Umorientierung der Jungen Grünen hat für die Nationalratswahl 2017 zur Wahlallianz KPÖ Plus gemeinsam mit AktivistInnen der Jungen Grünen und zahlreichen unabhängigen KandidatInnen auf den offenen Listen der KPÖ geführt. Dies ist trotz des enttäuschenden Wahlergebnisses eine gute Basis für die Fortsetzung der Kooperation sowie für deren Ausweitung mit dem Ziel, politisch in relevantem Maßstab handlungsfähig zu werden – vor Ort und national, mit Respekt vor den Unterschieden, die sich aus unterschiedlichen Zugängen und Erfahrungen ergeben. Es geht um die praktische Organisierung von sozialen, ökonomischen und kulturellen Interessen bzw. Alternativen vor Ort.“

Der letzte Punkt „100 Jahre KPÖ, 100 Jahre Republik, 200. Geburtstag von Karl Marx“ beschäftigt sich mit dem Selbstverständnis der Partei. Dort heißt es:

„Die KPÖ wird den 100. Jahrestag ihrer Gründung würdig begehen und ihren Beitrag zum Marxjahr 2018 leisten. Dieses Jubiläum ist nicht nur Anlass zu feiern, Erreichtes zu würdigen und Verfehltes zu erkennen. Wir wollen aus diesem Anlass auch reflektieren[,] welche Funktion unsere Partei in der aktuellen politischen Lage erfüllt und erfüllen kann, welche Zukunftsbilder und strategische Optionen wir haben, wie wir die Entwicklung unserer Partei sehen und welcher Name zur Partei passt.“

Diesen Reflexionsprozess will die KPÖ im breiten Umfang, längerfristig unter Einbindung aller Mitglieder und Parteigruppen führen. Dazu soll es unterschiedliche Diskussions- und Bildungsangebote geben.

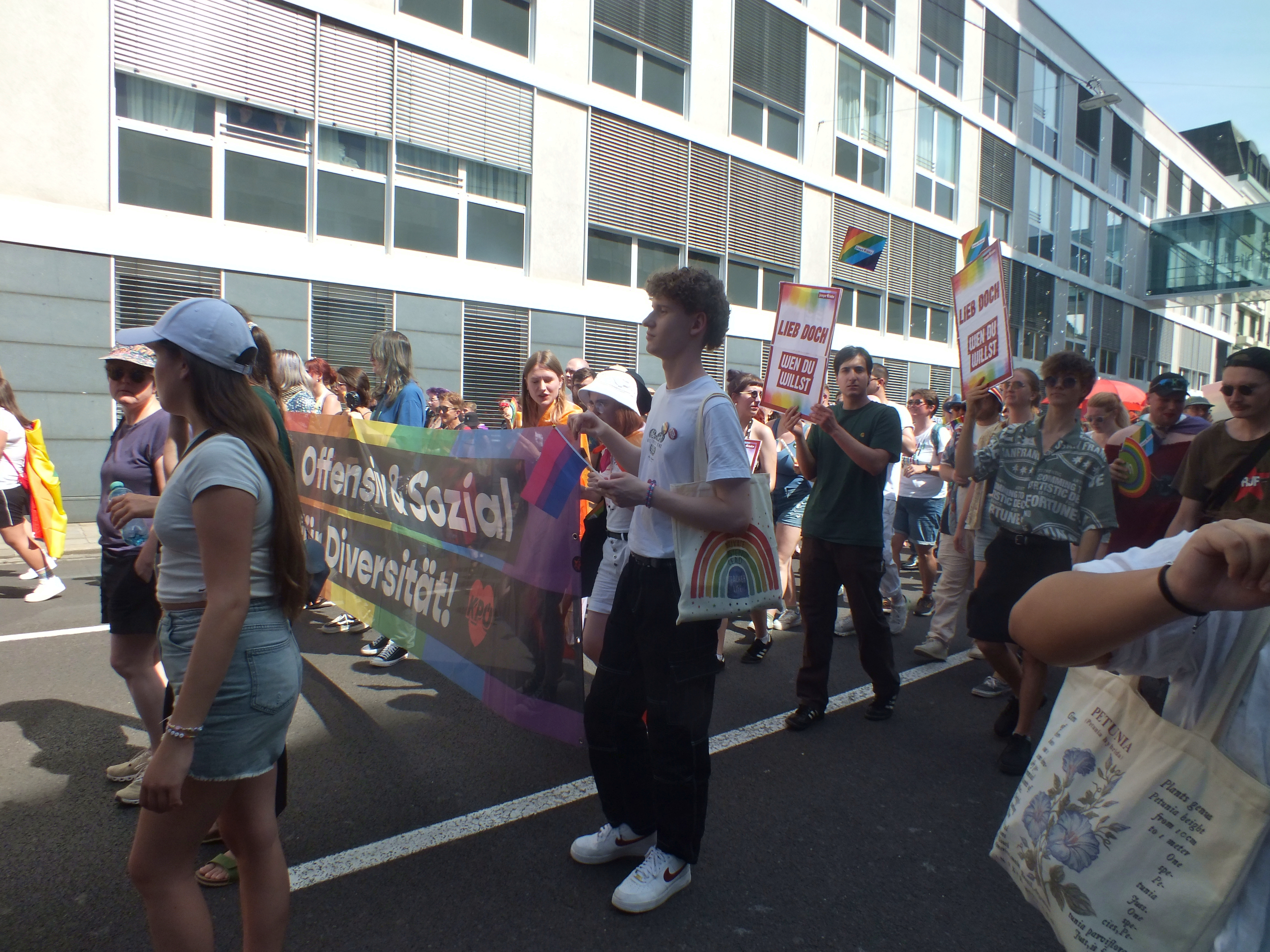
Ein KPÖ Banner bei Linzpride 2024

Weiterhin wurden Anträge und Resolutionen zum Ergebnis der Nationalratswahl, zur Verkehrs-, Asyl- und Tierschutzpolitik beschlossen, ebenso zur Solidarität mit den demokratischen Kräften in der Türkei, zur Stärkung der Rechte intersexueller Personen und zur Religionskritik. Der Entwurf für ein Forderungsprogramm wurde dem neuen Bundesvorstand zur weiteren Konkretisierung zugewiesen. Weitere Anträge befassten sich mit der verschiedenen Themen zur Verbesserung der Parteiarbeit.
Bei der Wahl des neuen Bundesvorstands wurden 38 Personen, davon die Hälfte Frauen, gewählt. Die Spitzen der KPÖ, Mirko Messner als Bundessprecher, Florian Birngruber als Bundeskoordinator, Michael Graber als Finanzreferent sowie Heidemarie Ambrosch als Frauensprecherin, wurden bestätigt.

### 38. Parteitag 2021
Am 38. Parteitag im Juni 2021 trat Mirko Messner als Bundessprecher zurück. Ihm folgte mit Katerina Anastasiou, Rainer Hackauf, Günther Hopfgartner, Sarah Pansy, Tobias Schweiger und Natascha Wanek ein sechsköpfiges Team aus Sprechern. Florian Birngruber wurde zum Finanzreferenten gewählt, Heidi Ambrosch zur Frauenvorsitzenden.

### Verhältnis zu Junge Linke
Seit 2022 sind die Jungen Linken Jugendorganisation der KPÖ.
Die jüngsten Erfolge der Partei werden von Beobachtern teils auf das Engagement der Jungen Linken zurückgeführt.
Nach dem gemeinsamen Wahlantritt der Jungen Grünen als KPÖ und Plattform PLUS – offene Liste. KPÖ Plus bei der Nationalratswahl 2017 fusionierten die Jungen Grünen im Juni 2018 auf einem gemeinsamen Bundeskongress mit dem Jugendverband Junge Linke, dessen Name für die neue Organisation beibehalten wurde.
Infolgedessen wuchs die neue Organisation binnen weniger Monate auf über 10 Bezirksgruppen in ganz Österreich an. Die Tageszeitung Der Standard beschrieb die dynamische Organisation als aufstrebenden Stern in der österreichischen Linken.
Formal zwar unabhängig, arbeiteten die Jungen Linken seit 2018 auf verschiedenen Ebenen eng mit der KPÖ zusammen. So konnte bei der Gemeinderatswahl am 10. März 2019 die Liste „KPÖ Plus“ mit ihrem Spitzenkandidaten und ebenfalls Mitglied der Jungen Linken, Kay-Michael Dankl in der Stadt Salzburg 3,8 Prozent erreichen, was den erstmaligen Wiedereinzug seit 1962 in den Salzburger Gemeinderat bedeutete. Medienberichten zufolge ist dieser Erfolg der Partei auf die Dynamik und das starke Engagement der Jungen Linken zurückzuführen. Am 8. Mai 2019 wurde Dankl, inzwischen Vize-Bürgermeister der Stadt Salzburg, offiziell als Gemeinderatsmitglied angelobt.
Auch bei den Gemeinderatswahlen in Graz 2021, bei denen die KPÖ mit 28,86 % stimmenstärkste Kraft wurde, waren Mitglieder der Jungen Linken im Wahlkampf beteiligt.
Am 38. Parteitag im Juni 2021 wurden die ehemalige Geschäftsführung Sarah Pansy und der ehemalige Bundessprecher der Jungen Linken Tobias Schweiger zu Bundessprechern der KPÖ gewählt. Der dadurch angestoßene Erneuerungsprozess der Partei führte zur weiteren Annäherung der Jungen Linken zur KPÖ, welche 2022 zum Beschluss der Jungen Linken führte, sich offiziell als Jugendorganisation der KPÖ zu deklarieren.
Seitdem ist die Junge Linke auf mehreren Ebenen eng, organisatorisch und personell mit der KPÖ verbunden. Viele Mitglieder der Jugendorganisation waren bei der Landtagswahl in Salzburg 2023 aktiv im Wahlkampf. Zudem wurden mit Kay-Michael Dankl und Sarah Pansy zwei Junge Linke in den Salzburger Landtag gewählt.
Bei den Gemeinderatswahlen in Salzburg (Stadt) 2024 wurde die KPÖ mit 23,12 % der Stimmen zweitstärkste Kraft und ist seitdem mit 10 Mitgliedern im Gemeinderat vertreten, von denen drei Mitglieder der Jugendorganisation sind. Außerdem wurde in der Gemeinde Hallein ebenfalls ein Mandat von einem Mitglied der Jungen Linken erreicht.
Im Zuge des Einzugs der KPÖ in den Innsbrucker Gemeinderat 2024 wurde der derzeitige Geschäftsführer der Jungen Linke, Jakob Hundsbichler, Klubdirektor der KPÖ.
Seit 2023 sind Bundessprecherin Alisa Vengerova und der politische Geschäftsführer Jakob Hundsbichler Teil des Bundesvorstands der KPÖ. Vengerova kandidiert zudem bei den Nationalratswahlen 2024 als Jugendkandidatin auf Platz 6 der Bundesliste der KPÖ.

## Wahlergebnisse
Die KPÖ war von 1945 bis 1959 im Nationalrat und bis 1970 in mehreren Landtagen vertreten. Seit 2005 gehört sie wieder dem Landtag der Steiermark und seit 2023 dem Landtag von Salzburg an.
Seit 2021 stellt die KPÖ mit Elke Kahr die erste Frau als Bürgermeisterin von Graz, der zweitgrößten Stadt Österreichs, dar, wodurch Graz zur ersten Landeshauptstadt mit einer Bürgermeisterin oder einem Bürgermeister der KPÖ wurde.
Bundesweit hält die Partei über 130 Mandate auf Landes-, Kommunal- und Bezirksebene.
Entsprechend den Bestimmungen des Statuts der KPÖ beanspruchen die Berufspolitiker der KPÖ (Landtagsabgeordnete, Stadträte) nur rund 2.500 Euro monatlich für sich selbst, was in etwa dem Lohn eines Facharbeiters entspricht, und widmen den restlichen Bezug sozialen Zwecken. Bei einem Tag der offenen Konten wird seit 1998 traditionell Bilanz über die Verwendung dieses Sozialfonds gezogen.

### Nationalratswahlen
| Wahl                                | Stimmen | %      |
| ----------------------------------- | ------- | ------ |
| Nationalratswahl in Österreich 1920 | 026.652 | 0,89 % |
| Nationalratswahl in Österreich 1923 | 022.164 | 0,67 % |
| Nationalratswahl in Österreich 1927 | 016.119 | 0,44 % |
| Nationalratswahl in Österreich 1930 | 020.951 | 0,6 %  |
| Nationalratswahl in Österreich 1945 | 174.257 | 5,4 %  |
| Nationalratswahl in Österreich 1949 | 213.066 | 5,1 %  |
| Nationalratswahl in Österreich 1953 | 228.159 | 5,28 % |
| Nationalratswahl in Österreich 1956 | 192.438 | 4,42 % |
| Nationalratswahl in Österreich 1959 | 142.578 | 3,27 % |
| Nationalratswahl in Österreich 1962 | 135.520 | 3,04 % |
| Nationalratswahl in Österreich 1966 | 018.636 | 0,41 % |
| Nationalratswahl in Österreich 1970 | 044.750 | 0,98 % |
| Nationalratswahl in Österreich 1971 | 061.762 | 1,36 % |
| Nationalratswahl in Österreich 1975 | 055.032 | 1,19 % |

| Wahl                                | Stimmen  | %      |
| ----------------------------------- | -------- | ------ |
| Nationalratswahl in Österreich 1979 | 045.280  | 0,96 % |
| Nationalratswahl in Österreich 1983 | 031.912  | 0,66 % |
| Nationalratswahl in Österreich 1986 | 035.104  | 0,72 % |
| Nationalratswahl in Österreich 1990 | 025.682  | 0,55 % |
| Nationalratswahl in Österreich 1994 | 011.919  | 0,26 % |
| Nationalratswahl in Österreich 1995 | 013.938  | 0,29 % |
| Nationalratswahl in Österreich 1999 | 022.016  | 0,48 % |
| Nationalratswahl in Österreich 2002 | 027.568  | 0,56 % |
| Nationalratswahl in Österreich 2006 | 047.578  | 1,01 % |
| Nationalratswahl in Österreich 2008 | 037.362  | 0,76 % |
| Nationalratswahl in Österreich 2013 | 048.175  | 1,03 % |
| Nationalratswahl in Österreich 2017 | 039.689  | 0,78 % |
| Nationalratswahl in Österreich 2019 | 032.736  | 0,69 % |
| Nationalratswahl in Österreich 2024 | 0116.891 | 2,39 % |

Für die Nationalratswahl 2024 wurde Tobias Schweiger KPÖ-Spitzenkandidat.

### Landtagswahlen

Länder, in denen die KPÖ im Landtag vertreten ist
als Oppositionspartei

In den Landtagen Österreichs war die KPÖ in Salzburg bis 1949, in Niederösterreich bis 1959, im Burgenland bis 1956, in Wien bis 1969 und in Kärnten sowie der Steiermark bis 1970 vertreten. In Oberösterreich, Tirol und Vorarlberg hatte die KPÖ nie eine Landtagsvertretung.
Bei den Landtagswahlen im Burgenland trat die KPÖ zuletzt im Jahre 1987 an (0,56 %), in Vorarlberg trat die KPÖ 2024 zum ersten Mal seit 1989 wieder eigenständig an und erreichte (0,75 %). 2009 hatte sie im Rahmen des Wahlbündnisses Gsiberger mitkandidiert. Nach einem absoluten Tief bei den meisten Wahlen in den 1990er Jahren gelang es der KPÖ allmählich wieder, an die Ergebnisse der 1980er Jahre anzuknüpfen.
Bei der steirischen Landtagswahl am 2. Oktober 2005 gelang der KPÖ mit Ernest Kaltenegger als Spitzenkandidat der Einzug in den Landtag mit vier Mandaten. Bei den Wahlen 2010 büßte die Partei etwa zwei Prozent der Stimmen ein, blieb jedoch mit immerhin zwei Mandaten im Landtag vertreten. Bei den Wahlen 2015 und 2019 konnte die steirische KPÖ ihre beiden Landtagsmandate (Claudia Klimt-Weithaler und Werner Murgg) jeweils halten.
Bei der Landtagswahl in Tirol 2022 trat die KPÖ in den Wahlkreisen Innsbruck und Innsbruck-Land an und erzielte 0,67 %. In Innsbruck erhielt die KPÖ 2,7 % und somit um 143 mehr Stimmen, als im gemeinsamen Bündnis mit Alternative Liste Innsbruck bei der Gemeinderats- und Bürgermeisterwahl in Innsbruck 2018.
Bei der Landtagswahl in Salzburg am 23. April 2023 entfielen 11,66 % der Stimmen auf die KPÖ. Damit zieht die KPÖ erstmals seit 1949 wieder in den Salzburger Landtag ein und ist dort fortan mit vier Mandaten (Kay-Michael Dankl, Christian Eichinger, Natalie Hangöbl und Sarah Pansy) vertreten.
Bei der Landtagswahl in der Steiermark im November 2024 entfielen 4,47 % der Stimmen auf die KPÖ, die somit trotz ihrer leichter Stimmenverluste weiterhin mit zwei Mandaten im steirischen Landtag vertreten ist.

### Kommunalpolitik
Nach dem Ausscheiden aus dem Nationalrat und den Landtagen verlagerte sich der politische Schwerpunkt zwangsläufig noch stärker auf die Arbeit in den Gemeinden, in Betrieben und Gewerkschaften und ab den 1970er Jahren immer stärker auch auf außerparlamentarische Bündnisse.
Von 1970 bis 2005 beschränkte sich die parlamentarische Tätigkeit der KPÖ auf Gemeinderäte. Eine durchgehende oder zeitweise Vertretung der KPÖ gab bzw. gibt es in Wiener Bezirksräten sowie in Gemeinderäten in Niederösterreich, der Steiermark, Kärnten, Oberösterreich, Salzburg und dem Burgenland. 2005 konnte die KPÖ bei den Gemeinderatswahlen in den obersteirischen Industriestädten deutliche Gewinne verzeichnen. Erstmals seit 1991 stellt die KPÖ seit 2005 auch wieder Bezirksräte in Wien. Am 23. Oktober 2005 wurde je ein Mandat in den Bezirken Leopoldstadt und Landstraße errungen. In den übrigen 21 Bezirken wurden Mandate teilweise knapp verfehlt. Bei der Gemeinderatswahl 2009 gelang es der KPÖ, nach 18 Jahren wieder in den Gemeinderat von Linz einzuziehen.
In Niederösterreich hält die KPÖ derzeit 4 kommunale Mandate, ebenso in Oberösterreich, wo sie neben Peterskirchen (Bezirk Ried) und Brunnenthal (Bezirk Schärding) im Gemeinderat der Landeshauptstadt Linz mit zwei Mandaten vertreten ist. In Salzburg gelang im März 2019 erstmals seit Jahrzehnten der Wiedereinzug in den Gemeinderat der Landeshauptstadt. In Wien und Niederösterreich gibt es zusätzlich noch Bürgerlisten bzw. Wahlbündnisse, in deren Rahmen die KPÖ einzelne Mandate innehat.

#### Steiermark
Ihre stärkste kommunalpolitische Position hat die KPÖ in Graz, wo 1998 mit 7,8 Prozent und vier Mandaten erstmals eine Vertretung im Stadtsenat erreicht wurde, die 2003 mit einer Steigerung auf 20,8 Prozent und zwölf Mandaten bzw. zwei Stadtsenatsmandate sowie 25 Bezirksratsmandaten führte, was vor allem mit der Person von Ernest Kaltenegger zusammenhing. Bei der Gemeinderatswahl in Graz 2008 musste die KPÖ jedoch eine deutliche Niederlage verzeichnen und erreichte mit 11,18 Prozent nur mehr sechs Mandate und einen Stadtsenatssitz sowie 13 Bezirksratsmandate. Vier Jahre später, bei der Gemeinderatswahl in Graz 2012, gewann die KPÖ mit Spitzenkandidatin Elke Kahr stark hinzu und wurde mit 19,86 Prozent zweitstärkste Partei hinter der ÖVP. Bei der Gemeinderatswahl in Graz 2017 erreichte die Partei 20 Prozent (10 Sitze) und ist damit die zweitstärkste Partei im Gemeinderat. Dabei wurde das zweite Stadtratsmandat erreicht. Robert Krotzer wurde der jüngste Stadtrat in der Geschichte von Graz.
Bei der Gemeinderatswahl Graz im September 2021 (Gemeinderatswahl in Graz 2021) wurde die KPÖ mit Elke Kahr stimmstärkste Partei mit 28,86 %. Langzeitbürgermeister Nagl, der die Wahl vorverlegen hatte lassen, trat zurück. Kahr sprach mit allen eingezogenen Parteien und bildete eine Koalition mit Grünen und SPÖ, mit Kahr als Bürgermeisterin.
Die KPÖ hielt 2017 in der Steiermark insgesamt 85 kommunale Mandate, davon 38 außerhalb von Graz. Sie war mit sechs Mandaten in Stadtregierungen vertreten, stellte in Eisenerz und Trofaiach jeweils eine Vizebürgermeisterin und wurde auch in Graz zweitstärkste Kraft mit einem Vorschlagsrecht für das Amt der Vizebürgermeisterin.
Bei den Gemeinderatswahlen 2020 in der Steiermark erreichte die KPÖ 1,6 %. Bei einer genaueren Betrachtung, wenn nur die Gemeinden berücksichtigt werden, bei denen die KPÖ auch kandidierte, kann sogar ein Wahlerfolg von 6,5 % laut einem Politikwissenschaftler ermittelt werden.

#### Niederösterreich
Bei der Gemeinderatswahl 2022 in Krems an der Donau gewann die Wahlliste KLS – Kremser Linke Stadtbewegung, die eng mit der KPÖ assoziiert ist, drei Mandate.

#### Wien
Bei der Gemeinderatswahl am 23. Oktober 2005 in Wien steigerte sich die KPÖ auf 1,47 % und konnte ihre Stimmenzahl verdoppeln, bei der Gemeinderatswahl in Linz 2009 konnte erstmals nach 18 Jahren mit 1,65 % der Stimmen ein Mandat erreicht werden. Das Mandat wurde bei den Gemeinderatswahlen im September 2015 mit 2,4 % verteidigt. Eine Verdoppelung der Mandate gelang der KPÖ Steiermark bei den Gemeinderatswahlen (außer Graz) am 21. März 2010, bei denen sie ihr bestes Wahlergebnis seit 1970 erzielte. Die KPÖ stellt nun in vier steirischen Städten Mitglieder der Stadtregierung und mit Gabriele Leitenbauer erstmals in der Geschichte der Partei eine Vizebürgermeisterin, nachdem die KPÖ in Trofaiach 20 Prozent der Stimmen erhielt. Bei der Landtagswahl in der Steiermark am 26. September 2010, bei der die KPÖ erstmals mit Claudia Klimt-Weithaler als Spitzenkandidatin antrat, konnte die KPÖ ihre Vertretung im Landesparlament in Fraktionsstärke trotz Stimmen- und Mandatsverlusten verteidigen.
Bei der Wiener Gemeinderatswahl 2010 fiel die KPÖ von 1,47 % auf 1,12 % zurück. Anders bei den Bezirksratswahlen, wo die KPÖ nicht nur ihre Bezirksratsmandate von 2005 verteidigen konnte, sondern zusätzlich auch in Margareten ein Mandat in der Bezirksvertretung erzielte. In der Leopoldstadt, wo die KPÖ schon 2005 den Einzug in die Bezirksvertretung geschafft hatte, erzielte die KPÖ unter Josef Iraschko die größten Stimmengewinne.
Bei der Wiener Gemeinderatswahl 2015 erreichte das Wahlbündnis Wien anders, an dem die KPÖ beteiligt ist, auf Bezirksebene weitere Zugewinne bei den Mandaten. Wien-anders-Bezirksräte gibt es seit 2015 in der Leopoldstadt, auf der Landstraße, in Margareten, Rudolfsheim-Fünfhaus und in Ottakring.
Bei den Bezirksvertretungswahlen 2020 in Wien konnte die KPÖ, welche im Bündnis LINKS vertreten ist, ihre Sitze in den Bezirken von 5 (2015) auf 23 erhöhen, der Einzug in den Wiener Landtag gelang nicht.
Ein gemeinsames Antreten mit der LINKS erfolgte auch für die Wiener Landtags- und Gemeinderatswahl 2025. Dabei gelang zwar der Einzug in den Landtag nicht, dafür aber in alle 23 Bezirksvertretungen.

#### Salzburg
Bei der Gemeinderatswahl am 10. März 2019 erreichte die Liste „KPÖ Plus“ mit ihrem Spitzenkandidaten Kay-Michael Dankl in der Stadt Salzburg 3,8 Prozent, was den erstmaligen Wiedereinzug seit 1962 in den Salzburger Gemeinderat bedeutet. Am 8. Mai 2019 wurde Dankl offiziell als Gemeinderatsmitglied angelobt. Dankl ist darüber hinaus auch in der Jugendorganisation Junge Linke aktiv und war außerdem von 2015 bis 2017 Bundesvorsitzender der Jungen Grünen, der früheren Jugendorganisation der Grünen.

#### Tirol
Bei der Bürgermeisterwahl 2024 in Innsbruck erreichte Pia Tomedi als Kandidatin 4,06 %. Bei der Gemeinderatswahl in Innsbruck erreichte die KPÖ 6,72 % und schaffte damit mit drei Mandaten den Einzug in den Gemeinderat.

### Übersicht über Wahlergebnisse der letzten wichtigen Wahlen
(GR = Gemeinderat, StR = Stadtrat)
| Jahr | Wahl                     | Mandate       | Prozent |
| ---- | ------------------------ | ------------- | ------- |
| 2003 | Landtag Niederösterreich |               | 0,77 %  |
| 2003 | Landtag Tirol            |               | 0,70 %  |
| 2003 | Landtag Oberösterreich   |               | 0,78 %  |
| 2003 | Gemeinderat Graz         | 12 GR / 2 StR | 20,75 % |
| 2004 | Landtag Kärnten          |               | 0,60 %  |
| 2004 | EU-Parlament *           |               | 0,8 %   |
| 2005 | Landtag Steiermark       | 4             | 6,34 %  |
| 2005 | Gemeinderat Wien         |               | 1,47 %  |
| 2006 | Nationalrat              |               | 1,01 %  |
| 2008 | Gemeinderat Graz         | 6 GR / 1 StR  | 11,18 % |
| 2008 | Landtag Niederösterreich |               | 0,86 %  |
| 2008 | Landtag Tirol            |               | 1,18 %  |
| 2008 | Nationalrat              |               | 0,8 %   |
| 2009 | Landtag Kärnten          |               | 0,53 %  |
| 2009 | EU-Parlament             |               | 0,7 %   |
| 2009 | Landtag Vorarlberg *     |               | 1,7 %   |
| 2009 | Landtag Oberösterreich   |               | 0,56 %  |
| 2009 | Gemeinderat Linz         | 1             | 1,7 %   |
| 2010 | Landtag Steiermark       | 2             | 4,41 %  |
| 2010 | Gemeinderat Wien         |               | 1,12 %  |
| 2012 | Gemeinderat Graz         | 10 GR / 1 StR | 19,86 % |
| 2013 | Landtag Niederösterreich |               | 0,77 %  |
| 2013 | Landtag Salzburg         |               | 0,3 %   |
| 2013 | Nationalrat              |               | 1,03 %  |
| 2014 | EU-Parlament ***         |               | 2,14 %  |

| Jahr | Wahl                     | Mandate       | Prozent |
| ---- | ------------------------ | ------------- | ------- |
| 2015 | Landtag Steiermark       | 2             | 4,22 %  |
| 2015 | Landtag Oberösterreich   |               | 0,75 %  |
| 2015 | Gemeinderat Linz         | 1             | 2,37 %  |
| 2015 | Gemeinderat Wien ****    |               | 1,07 %  |
| 2017 | Gemeinderat Graz         | 10 GR / 2 StR | 20,34 % |
| 2017 | Nationalrat              |               | 0,78 %  |
| 2018 | Landtag Kärnten          |               | 0,28 %  |
| 2018 | Landtag Salzburg         |               | 0,40 %  |
| 2019 | Gemeinderat Salzburg     | 1             | 3,7 %   |
| 2019 | EU-Parlament             |               | 0,80 %  |
| 2019 | Nationalrat              |               | 0,69 %  |
| 2019 | Landtag Steiermark       | 2             | 5,99 %  |
| 2020 | Gemeinderat Wien *****   |               | 2,06 %  |
| 2021 | Gemeinderat Graz         | 15 GR / 3 StR | 28,84 % |
| 2021 | Gemeinderat Linz         | 2             | 3,3 %   |
| 2022 | Gemeinderat Krems ****** | 3             | 7,1 %   |
| 2022 | Landtag Tirol            |               | 0,67 %  |
| 2023 | Landtag Kärnten          |               | 0,12 %  |
| 2023 | Landtag Salzburg ******* | 4             | 11,7 %  |
| 2024 | Gemeinderat Salzburg     | 10 GR / 1 StR | 23,1 %  |
| 2024 | Gemeinderat Innsbruck    | 3             | 6,72 %  |
| 2024 | EU-Parlament             |               | 2,96 %  |
| 2024 | Nationalrat              |               | 2,39 %  |
| 2024 | Landtag Steiermark       | 2             | 4,47 %  |
| 2025 | Gemeinderat Wien *****   |               | 4,06 %  |

## Bundesparteivorsitzende der KPÖ
- 1927–1965: Johann Koplenig
- 1965–1990: Franz Muhri
- 1990–1991: Walter Silbermayr und Susanne Sohn
- 1991–1994: Otto Bruckner, Margitta Kaltenegger und Julius Mende (Bundessprecher)
- 1994–2006: Walter Baier
- 2006–2012: Melina Klaus und Mirko Messner (Bundessprecher)
- 2012–2021: Mirko Messner (Bundessprecher)
- seit 2021: Günther Hopfgartner (statutarischer Vorsitzender)

## Parteimedien
Alle schriftlichen Bundes-Parteimedien wurden von der Gründung des parteieigenen Globus-Verlags 1945 bis zu seiner Schließung im Jahr 1993 dort veröffentlicht.

### Parteizeitungen auf gesamter Bundesebene

#### Gegenwärtige Publikationen

##### Argument
Am 28. September 2022 wurde nach einjähriger Pause die als neues Zentralorgan initiierte Zeitung „Argument“ wieder herausgegeben.

##### Volksstimme
Die erste Ausgabe der „Österreichischen Volksstimme“, wie sie damals noch hieß, erschien am 5. August 1945. Am 22. Februar 1957 wurde ihr derzeitiger Titel, „Volksstimme“, initiiert. Ein Beschluss auf einer Parteikonferenz der KPÖ setzte der Zeitung vorerst ein Ende, sodass ihre letzte Ausgabe am Wochenende des 3./4. März 1991 erschien. Ab dem 5. Januar 1994 erschien nach dreijähriger Pause wieder die Volksstimme als Wochenzeitung, musste 2003 jedoch nach einem Novum-Urteil, dass der KPÖ das gesamte Vermögen des Zeitungsunternehmens absprach, wieder einstellen.
Von 1. Mai 2004 bis Mai 2009 erschien die Zeitschrift rundum erneuert monatlich unter dem Titel „Volksstimmen“, am 1. September 2009 dann wiederum unter dem ursprünglichen Titel Volksstimme und unter Leitung von Mirko Messner.

#### Historische Publikationen

##### Salto
Die wöchentlich erscheinende Zeitung „Salto“, die erstmals im April 1991 erschien, Ende Februar 1993 allerdings aus Kostengründen wieder eingestellt wurde, fand unter Parteimitgliedern wenig Akzeptanz.

##### Weg und Ziel
Das theoretische Organ der KPÖ, „Weg und Ziel“, mit dem Beinamen „Monatsschrift für Theorie und Praxis des Marxismus-Leninismus“, erschien monatlich von 1935 bis 2000. Die Zeitschrift kopierte vor allem in ihren jungen Jahren Texte aus sowjetischen Zeitungen und übersetzte diese ins Deutsche, ohne sie zu editieren. Lange Zeit blieb Franz Marek Redakteur, der diesen Posten 1946 zum ersten Mal besetzte. Ab 1992 war Julius Mende Redakteur.

## Parteitage
| Bezeichnung | Datum                      |
| ----------- | -------------------------- |
| I.          | 9. Februar 1919            |
| II.         | 6. bis 7. Juli 1919        |
| III.        | 7. bis 8. Dezember 1919    |
| IV.         | 23. bis 25. Januar 1921    |
| V.          | 25. bis 27. März 1922      |
| VI.         | 10. bis 12. März 1923      |
| VII.        | 8. bis 10. Februar 1924    |
| VIII.       | 12. bis 14. September 1925 |
| IX.         | 18. bis 20. Juni 1927      |
| X.          | 16. bis 18. Februar 1929   |
| XI.         | 27. bis 29. Juni 1931      |
| XII.        | September 1934             |
| XIII.       | 19. bis 22. April 1946     |

| Bezeichnung | Datum                            |
| ----------- | -------------------------------- |
| XIV.        | 29. Oktober bis 2. November 1948 |
| XV.         | 1. bis 4. November 1951          |
| XVI.        | 13. bis 16. Mai 1954             |
| XVII.       | 28. bis 31. März 1957            |
| XVIII.      | 1. bis 3. April 1961             |
| XIX.        | 27. bis 30. Mai 1965             |
| XX.         | 3. bis 6. Januar 1969            |
| XXI.        | 28. bis 30. Mai 1970             |
| XXII.       | 18. bis 20. Januar 1974          |
| XXIII.      | 8. bis 11. Dezember 1977         |
| XXIV.       | 6. bis 8. Dezember 1980          |
| XXV.        | 30. Januar 1982                  |
| XXVI.       | 27. bis 29. März 1987            |

| Bezeichnung | Datum                    |
| ----------- | ------------------------ |
| XXVII.      | 19. bis 21. Januar 1990  |
| XXVIII.     | 14. bis 16. Juni 1991    |
| XXIX.       | 19. bis 20. März 1994    |
| XXX.        | 17. bis 19. Oktober 1997 |
| XXXI.       | 8. bis 9. Dezember 2000  |
| XXXII.      | 26. bis 27. April 2003   |
| XXXIII.     | 4. bis 5. Dezember 2004  |
| XXXIV.      | 8. bis 9. Dezember 2007  |
| XXXV.       | 26. bis 27. Februar 2011 |
| XXXVI.      | 18. bis 19. Oktober 2014 |
| XXXVII.     | 2. bis 3. Dezember 2017  |
| XXXVIII.    | 19. bis 20. Juni 2021    |

## Rezeption

### KPÖ-interne und parteinahe Rezeption der Vergangenheitsbewältigung
Die KPÖ veröffentlichte 1994 ein Grundsatzdokument, in dem sie sich einerseits vom stalinistischen Kommunismus distanzierte, andererseits ein ambivalentes Verhältnis zum späteren „Realsozialismus“ des Ostblocks formulierte: Man müsse diesem gegenüber eine „gleichermaßen kritische wie differenzierte Sichtweise“ annehmen, welche die „positiven wie negativen Momente berücksichtigt“. Mit Bezugnahme auf die gewaltsame Machtübernahme der bolschewistischen Partei in Russland 1917 wird von einem „Versagen[s] der Sozialdemokratie“ gesprochen, durch welche Lenins „Oktoberrevolution“ isoliert geblieben sei. Laut ihrem Statut von 2017 strebt die Partei einen „Sozialismus demokratischen Charakters mit dem Ziel einer klassenlosen Gesellschaft“ an. Zu diesem Zweck verbinde die KPÖ laut ihrem Statut „radikaldemokratische Reformpolitik für sozialen Fortschritt mit einer revolutionären, die bestehende kapitalistische Gesellschaft überwindenden Perspektive“.
Von Seiten der KPÖ selbst heißt es zur Aufarbeitung der Parteigeschichte auf ihrer Webseite:
„Die KPÖ war die führende Kraft im Widerstand gegen die NS-Diktatur. Ob in den Betrieben, in bewaffneten Widerstandsorganisationen im In- und Ausland, selbst in Konzentrationslagern und Zuchthäusern: Mitglieder der KPÖ setzten ihr Leben im Kampf für ein unabhängiges und demokratisches Österreich aufs Spiel. [...] Teil der KPÖ-Geschichte sind aber auch jene Problemzonen, die sich aus ihrer jahrzehntelangen Identifikation mit der Sowjetunion ergeben. Als Teil der kommunistischen Weltbewegung war die KPÖ bis 1990/91 eng mit den Staaten des realen Sozialismus verbunden, wobei sie dortigen Fehlentwicklungen oftmals kritiklos gegenüberstand. Nach 1990 leitete die KPÖ eine umfassende Neuorientierung ein, in der die Entwicklung eines kritischen Geschichtsbildes geradezu in den Mittelpunkt rückte. [...] Das kritische Verhältnis der KPÖ zu ihrer Geschichte spiegelt sich auch in den beiden von der KPÖ 2018 – zum 100. Jahrestag ihrer Gründung – herausgegebenen Publikationen wider, etwa in der Monographie des früheren Parteivorsitzenden Walter Baier über die KPÖ-Geschichte und im Bildband ‚Partei in Bewegung‘.“
Der österreichische Historiker Manfred Mugrauer von der KPÖ-nahen Alfred Klahr Gesellschaft erklärte 2024 in einer Interview mit dem linkssozialistischen Magazin Jacobin, dass sich der Vorwurf, die KPÖ habe sich unzureichend mit ihrer Parteigeschichte auseinandergesetzt, bei näherer Betrachtung als „Klischeebild“ herausstelle. Mugrauer bescheinigt der KPÖ ab 1990 eine kritische Neuorientierung: Bei geschichtswissenschaftlichen Analysen, die in den letzten dreißig Jahren im Umfeld der KPÖ veröffentlicht wurden, sei laut Mugrauer „keine einzige Problemzone ausgespart“ worden. Zum Aufarbeitungsprozess der Partei urteilt Mugrauer:
„Zu wenig beachtet wird, dass in KPÖ-nahen Periodika in den letzten zwanzig bis dreißig Jahren mehr Beiträge über die Geschichte der Partei erschienen sind als in allen österreichischen Zeitschriften über die anderen Parteien zusammen. Man kann ohne Übertreibung einschätzen, dass keine Partei in Österreich über ein derart kritisches Verhältnis zu ihrer eigenen Geschichte verfügt wie die KPÖ.“

### Rezeption durch Kommunismus- und Extremismusforschung
Dieser Schlussfolgerung Mugrauers wie auch der KPÖ selbst wird von anderen Historikern und Politikwissenschaftlern aus der Kommunismus- und Extremismusforschung entschieden widersprochen. Der Historiker Peter Broucek (2008) hält einerseits zur Rolle der KPÖ beim Widerstand gegen den Nationalsozialismus fest: „Keine Bewegung zeigte so viel Disziplin, Widerstandsbereitschaft und Leidensfähigkeit wie diese.“ Gleichzeitig beurteilt Broucek die KPÖ für das Jahr 1938 jedoch auch als eine „leninistisch-stalinistische Kaderorganisation“. Laut dem österreichischen Politologen Marcelo Jenny (2023) hat sich die KPÖ bis zur Auflösung der Sowjetunion „ideologisch immer an der sowjetischen Mutterpartei orientiert[e]“.
Der deutsche Politikwissenschaftler Florian Hartleb (2011) konstatiert in einem Sammelband der deutschen Extremismusforschung, dass für die KPÖ ab 1924 die Prinzipien der Bolschewisten in der Sowjetunion, „insbesondere Parteikonzeption und bolschewistische Ideologie“ für die KPÖ verbindlich waren. Auch habe der Zusammenbruch des Kommunismus im Ostblock 1989 „lange nichts am Selbstverständnis der Partei“ geändert. Für das Jahr 2011 attestiert Hartleb der KPÖ als eine „antifaschistische“, nicht aber eine „antiextremistische“ Grundausrichtung. Außerdem unterscheidet Hartleb bei seiner Beurteilung zwischen der „linksextremistischen Bundes-KPÖ“ und der regionalen KPÖ Steiermark, die sich unter Ernst Kaltenegger „pragmatisch-demokratisch“ gäbe und ihre Politik unabhängig vom „demokratischen Zentralismus“ der Mutterpartei gestalte, von der sich „vollständig distanziert“.
Der Extremismusforscher Jürgen P. Lang (2017) sieht bei der KPÖ nach 1989 eine im Vergleich zu anderen, eurokommunistischen Parteien „lediglich nachholende Reform, die erst in jüngster Zeit griff“, und die anders als z. B. bei den italienischen Eurokommunisten „nicht zu einer nachhaltigen Demokratisierung führte“. Tatsächlich habe die „dogmatische KPÖ“ noch eine lange Zeit nach 1989 ein „Paradebeispiel gebremsten und begrenzten Wandels“ dargestellt. Als Beispiel führt Lang etwa an, dass sich noch im Jahr 2004 der damalige Parteichef Walter Baier (1994–2006) innerparteiliche Auseinandersetzungen mit Stalinisten in der KPÖ lieferte. Gleichzeitig habe Baier, der selbst als „Erneuerer“ der Partei galt, den Kurs eines reformistischen Sozialismus klar abgelehnt und sich für die Notwendigkeit einer „revolutionären Politik“ ausgesprochen. Für das Jahr 2014 attestiert Lang der KPÖ jedoch, dass sie „mittlerweile ohne marxistisch-leninistische Rhetorik“ auskäme. Laut der österreichischen Historikerin Barbara Stelzl-Marx (2021, 2024) trete die KPÖ zwar in ihrer Rhetorik gemäßigter auf, sei jedoch in ihrer Programmatik „natürlich noch immer politisch radikal“ und „nicht zu verharmlosen“. Stelzl-Marx sieht im KPÖ Programm dabei insbesondere das „Stürzen des kapitalistischen Systems, Wirtschafts- und Europfeindlichkeit“ als problematisch an. Außerdem wirft die Historikerin der Partei weiterhin ein „Herumlavieren“ betreffend die „dunkle Vergangenheit“ der KPÖ vor.
Auch Wolfgang Mueller (2021) von der Österreichischen Akademie der Wissenschaften hält den österreichischen Kommunisten einerseits gewisse Fortschritte beim Umgang mit ihrer Geschichte zugute. Andererseits beurteilt Mueller die Vergangenheitsbewältigung der KPÖ als „in weiten Teilen defizitär“ und beklagt einen Mangel an parteiunabhängiger Forschung zu ihrer Parteigeschichte. Im Gegensatz zur Erklärung der KPÖ, der zufolge sich die Partei für ein „freies und demokratisches Österreich“ eingesetzt habe, hält Mueller (2005) fest, dass die „stalinisierte KPÖ“ sehr wohl in Stalins Großmachtstrategien nach dem Zweiten Weltkrieg integriert war und danach getrachtet habe, in Österreich zentrale Machtpositionen zu erringen und das Land in Richtung einer sozialistischen Volksdemokratie zu bewegen. Dazu gezählt werden auch die Versuche der Kommunisten, den linkssozialistischen Parteiflügel der SPÖ zur Abspaltung zu bewegen und mit den Linkssozialisten gemeinsam zu kandidieren.
Gegenwärtig, so hält Mueller für das Jahr 2024 fest, könne man „durchaus abweichende ideologische Profile“ bei den verschiedenen Landesorganisationen der KPÖ feststellen. Generell vermisst Mueller bei der KPÖ eine ausreichende Auseinandersetzung mit den ideologischen Wurzeln und den „Säulenheiligen“ des Kommunismus wie Karl Marx und vor allem Wladimir Lenin. Im Fokus der Kritik steht bei Mueller wie auch beim deutschen Historiker und Kommunismusforscher Nikolas Dörr (2024) vor allem die regionale KPÖ Steiermark, die sich bis in die Gegenwart nicht vom bolschewistischen Staats- und Parteiführer Lenin distanzieren will, sondern sich im Gegenteil offen in ihren Texten auf diesen beruft und damit eine „Geschichtsklitterung“ betreibe. Nikolas Dörr spricht in diesem Zusammenhang wörtlich von der Notwendigkeit einer „Entleninisierung“ der KPÖ, wenn diese „sich langfristig in der politischen Landschaft Österreichs durchsetzen will“. Auch Anton Pelinka (2024) klassifiziert die Gesamtpartei als „leninistische KPÖ“ und zählt sie zusammen mit der rechtspopulistischen FPÖ zu den „Anti-System-Parteien“ Österreichs. Die beiden Parteien seien zwar „nicht deckungsgleich“, haben laut Pelinka aber auch „einiges gemeinsam: die Abneigung gegenüber den Mühen und Niederungen liberaler Demokratie – und die Neigung, Lehren aus der Geschichte zu ignorieren.“

### Kritik an „Lenin-Huldigung“ der KPÖ Steiermark
In der aktuellen Kurzfassung des KPÖ-Programmes Steiermark, das 2014 unter dem Titel Sozialismus rot-weiß-rot erschienen ist, wird Lenin gleichberechtigt neben Karl Marx und Friedrich Engels als einer der „Klassiker des wissenschaftlichen Sozialismus“ angeführt, dessen „Erbe“ die steirischen KPÖ-Mitglieder „besonders [...] verpflichtet“ seien. Im gleichen Jahr veröffentlichte die KPÖ Steiermark auf ihrer Homepage einen Artikel des deutschen Journalisten Dietmar Dath zum 90. Todestag Lenins, der zuvor bereits in der Jungen Welt publiziert worden war. Der Text verlautbart einleitend:
„Es liegen mindestens 100 Gründe vor, weshalb die Menschheit von Glück sagen kann, daß es Wladimir Iljitsch Uljanow, genannt Lenin, gegeben hat, und mindestens noch mal 100 dafür, daß sie sich wünschen muß, es gäbe ihn wieder.“
In einer Stellungnahme zu dieser Aussendung der KPÖ Steiermark erklärte der Kommunismusforscher Nikolas Dörr im Jahr 2024, er „finde das relativ krank“. Dörr, der Lenin als „Diktator“ und „Massenmörder“ beurteilt, verweist auf die Verbrechen des von Lenin gegründeten Geheimdienstes Tscheka, die gegen Oppositionelle und Minderheiten vorging, den von Lenin befohlenen „Eroberungskrieg“ gegen Polen, die auf Befehl Lenins hingerichteten Oppositionellen während des Russischen Bürgerkrieges (1917–1922) sowie auf die Tatsache, dass die unter Lenin im bolschewistischen Russland errichteten „Konzentrationslager“ den Grundstein des Gulag-Systems bildeten, welches später unter Josef Stalin (1929–1953) ausgebaut wurde. Vor diesem Kontext konstatiert Dörr:
„Ich kann Ihnen 100 Gründe nennen, warum wir froh sein sollen, dass wir Lenin nicht mehr haben. Was die KPÖ hier macht, zeigt ihren Widerspruch in sich. Sie setzt in der Öffentlichkeitsarbeit theoretisch Revolutionsrhetorik ein, aber sie bereitet mitnichten eine Revolution vor. Das wäre auch lächerlich. Aber vor allem ältere Genossen ticken hier noch anders und huldigen einem Diktatoren.“
In ihrem gültigen Landesprogramm von 2012 beklagt die KPÖ Steiermark zudem die „Preisgabe der leninschen Normen des Parteilebens“ als die „letztlich innere Hauptursache“ für eine „Niederlage des europäischen Sozialismus“. Dem entgegnet der Historiker Wolfgang Mueller in einem 2021 für Den Standard verfassten Artikel, dass die im Landesprogramm erwähnten „Normen“ Lenins die „auf das rücksichtslose Machtmonopol abzielenden Ideen eines Putschisten und Massenmörders“ seien. Die „Oktoberrevolution“ der Bolschewisten, so Mueller weiter, „war nicht im Einklang mit dem Mehrheitswillen, sondern die Terrorherrschaft einer Minderheit“. Auch der österreichische Historiker und Lenin-Biograph Hannes Leidinger (2024) kritisiert, Lenin werde in kommunistischen Kreisen „als ‚Friedensbringer‘ nach wie vor hochgehalten“. Dem entgegnet Leidinger: „Bei seinem Regime handelte es sich von Anfang an um eine gewaltbereite, den Massenterror legitimierende Diktatur.“ Ebenso sieht auch Anton Pelinka (2024) die Notwendigkeit, dass sich die gesamte KPÖ nicht nur vom Stalinismus, sondern auch vom Leninismus und dessen totalitären Zügen distanzieren solle, da Lenin die nach der Februarrevolution entstandene liberale Demokratie in Russland durch eine „Diktatur der Bolschewiki“ ersetzt hat. Pelinka urteilt:
„Mit der als ‚Marxismus-Leninismus‘ etikettierten Diktatur hat sich die KPÖ nie kritisch auseinandergesetzt. Doch der Stalinismus war die Fortsetzung des Leninismus mit (teilweise) anderen Mitteln. Ist es heute wirklich egal, dass die Führung der KPÖ 1952 dem makabren, antisemitische Züge tragenden Schauprozess gegen den tschechoslowakischen KP-Generalsekretär Rudolf Slansky ebenso applaudierte wie 1958 der Hinrichtung des ungarischen Dissidenten Imre Nagys?“
Am 10. Oktober 2017 veröffentlichte Robert Krotzer, KPÖ-Stadtrat für Gesundheit und Pflege in Graz, auf der Homepage der KPÖ Steiermark den Artikel Der aufrechte Gang und die Oktoberrevolution, in welchem er den antidemokratischen Oktoberumsturz von 1917, den die bolschewistische Partei unter Lenins Führung in Russland realisierte, ausdrücklich als „wichtigen Bezugspunkt“ für die KPÖ Steiermark lobte. Mitveröffentlicht wurde zu dem Artikel auch ein zeitgenössisches bolschewistisches Propagandaplakat, auf welchem Lenin mit einem roten Besen zwei Könige, einen Priester und einen Bänker vom Globus fegt – mit der darunter lesbaren kyrillischen Aufschrift: Tов. Ленин ОЧИЩАЕT землю от нечисти (deutsch: „Gen. Lenin SÄUBERT die Erde vom Dreck“). Am 9. November 2017 kritisierte die KPÖ Graz in einem Artikel zum 100. Jahrestag der gewaltsamen Machtübernahme der Bolschewisten in Russland „die bürgerlichen Meinungsmacher“, die versuchen würden, die Machtübernahme der bolschewistischen Partei „als ‚Putsch‘ einer kleinen Gruppe von Verschwörern rund um Lenin darzustellen. In Zeiten einer tiefen ökonomischen wie zivilisatorischen Krise des Kapitalismus will man offenbar niemanden auf vermeintlich falsche Gedanken bringen.“
Als Begründung für die in Teilen weiterhin vorhandene Lenin-Bewunderung innerhalb der KPÖ urteilt der Kommunismusforscher Dörr, dass „zwei, drei echte Fundis [...] mit Sicherheit in der Führungsetage der KPÖ zu finden“ seien. Dass die „Lenin-Huldigung“ auf der Homepage der steirischen KPÖ weiterhin zu finden sei, führt er entweder auf „Gedankenlosigkeit“ oder darauf zurück, dass „man tatsächliche echte Lenin-Anhänger damit adressieren wollte“. Für die neueren Wahlerfolge der KPÖ habe hingegen der innerparteiliche „Flügel der Reformer“ gesorgt.

### Kritik an „Tito-Kult“ der KPÖ Steiermark
Der österreichische Historiker und Politikwissenschaftler Florian Bieber sprach im Kontext der Gemeinderatswahl in Graz 2021 von einer „unkritische Übernahme“ eines „Tito-Kults“ durch die KPÖ Steiermark. Eine klare Abgrenzung, so Bieber, sei von der kommunistischen Spitzenkandidatin Elke Kahr nicht vorgenommen worden, um Wähler nicht zu verprellen. Laut Bieber stehe der frühere jugoslawische Staats- und Parteichef Josip Broz Tito zwar einerseits als „durchaus positives Symbol“ gegen Nationalismus und für einen gemeinsamen jugoslawischen Staat. Andererseits sei er aber auch ein „problematisches Symbol“, da er das sozialistische Jugoslawien von 1945 bis 1980 diktatorisch regierte, vor allem in der stalinistischen Frühphase des Regimes „Verbrechen seitens der kommunistischen Partei unter seiner Führung begangen“ wurden und auch später „Staatsfeinde“ auf der jugoslawischen Gefängnisinsel Goli otok inhaftiert, gefoltert und getötet wurden. Gegenüber dem kroatischen Fernsehsender RTL Hrvatska erklärte Elke Kahr im Oktober 2021: „Tito ist mir seit der Kindheit ein Begriff. Dank ihm war Jugoslawien von allen Ländern in diesem Teil Europas meinen Idealen am nächsten.“

### Berufung auf deutsche Spartakisten
Im Mai 2023 widersprach der Sprecher der KPÖ Niederösterreich, Michael Maderthaner, einem Vorwurf der konservativen Landeshauptfrau Johanna Mikl-Leitner (ÖVP), dass die KPÖ für politische „Extreme“ stehe. Maderthaner verwahrte sich dabei gegen eine Gleichsetzung der kommunistischen Bewegung mit dem Stalinismus und hob stattdessen positiv die Vertreter der deutschen, revolutionär-marxistischen Spartakisten Rosa Luxemburg, Karl Liebknecht und Clara Zetkin hervor. Auf der Homepage der Bundespartei heißt es von Seiten der KPÖ über Rosa Luxemburg, diese sei „eine herausragende Vertreterin demokratisch-sozialistischen Denkens und Handelns in Europa“.
Demgegenüber hält der deutsche Extremismusforscher Armin Pfahl-Traughber (2014) fest, dass sich Rosa Luxemburg mit ihrem bekannten Satz „Freiheit ist immer die Freiheit des Andersdenkenden“ nicht auf eine pluralistische Parteiendemokratie bezogen habe, sondern damit nur die Einparteiendiktatur der Bolschewisten in Sowjetrussland kritisiert hat. Lenin ließ im Rahmen des bolschewistischen Regimes dort die gesamte nicht-bolschewistische Linke politisch entmachten und verfolgen. Innerhalb des sozialistischen Spektrums aber habe Luxemburg sehr wohl eine „Diktatur des Proletariats“ gegenüber den Vertretern aller anderen Klassen befürwortet. Im Gegensatz zum undogmatischen Marxismus Eduard Bernsteins stehe Luxemburg klar für einen dogmatischen Marxismus, der sich gegen die Freiheit für nicht-sozialistische Auffassungen aussprach. Auch Mike Schmeitzner (2019) konstatiert, dass der Unterschied bei der „Diktatur des Proletariats“ nach Lenin und jener nach Luxemburg darin bestand, dass Luxemburg diese nicht als Diktatur einer Partei oder ihres Politbüros dachte, sondern als Diktatur mehrerer sozialistischer Parteien unter stärkerer Einbeziehung der Massen.